# قماش منسوج
القماش المَنسوج أو القماش المَحِيْك هو أي قماش صُنِع بطريقة النسج أو الحياكة. الأقمشة المنسوجة غالباً ما تُصنع على نول، وهي مصنوعة من خيوط كثيرة منسوجة على لحمة وسداة. من الناحية التقنية، القماش المنسوج هو أي قماش مصنوع عن طريق تشبيك خيطين أو أكثر بزوايا قائمة مع بعضهما البعض. يمكن تصنيع الأقمشة المنسوجة من ألياف طبيعية أو اصطناعية، وغالباً ما تُصنع من مزيج من الاثنين. على سبيل المثال 100٪ قطن أو 80٪ قطن و 20٪ بوليستر.

## طالع المزيد
- قماش محبوك